# Stadionul Steaua
Stadionul Steaua – stadion piłkarski w Bukareszcie, stolicy Rumunii. Został otwarty 7 lipca 2021 roku. Może pomieścić 31 254 widzów. Swoje spotkania rozgrywają na nim piłkarze klubu CSA Steaua Bukareszt.
Stadion powstał w miejscu starego stadionu Ghencea, rozebranego w 2018 roku. Budowa nowej areny rozpoczęła się w lutym 2019 roku i została w dużej mierze ukończona już w roku 2020, jednak otwarcie stadionu nastąpiło 7 czerwca 2021 roku, a na inaugurację CSA Steaua Bukareszt pokonała w meczu towarzyskim OFK Beograd 6:0. Jeszcze przed oficjalnym otwarciem stadion pełnił rolę bazy treningowej dla reprezentacji Macedonii Północnej podczas Euro 2020. 11 października 2021 roku po raz pierwszy na tym stadionie zagrała reprezentacja Rumunii, pokonując w meczu el. do MŚ reprezentację Armenii 1:0. W 2023 roku obiekt ma być jedną z aren piłkarskich Mistrzostw Europy U-21.